# Miss Boys!
『Miss Boys!』（ミス・ボーイズ）は、2011年、2012年に公開された日本の映画作品。

## 概要
女装をテーマに男子高校生たちの青春を2部構成で描いており、2011年12月3日に『Miss Boys! 決戦は甲子園!?編』、2012年1月23日に『Miss Boys! 友情のゆくえ編』が公開された。主題歌には主演の鎌苅健太と出演している鈴木勝吾が所属しているココア男。の楽曲が起用された。
2011年12月29日に片岡翔原作、切口からし作画によるコミックス版がエンターブレインより発売された。

## Miss Boys! 決戦は甲子園!?編
『Miss Boys! 決戦は甲子園!?編』（ミス・ボーイズ けっせんはこうしえんへん）は、2011年12月3日に公開された映画作品。

### あらすじ
中学時代からバスケ部のエースとして活躍してきた真実は、入学した高校のバスケ部で監督からワンマンプレーを指摘される。
精神を鍛えなおすべく、監督に命じられ学内一厳しいといわれる応援団に入ることになったが、その実態は男子がチアガールに扮する「女装応援団」であった。

### キャスト
| 役名           | 俳優         |
| -------------- | ------------ |
| 坂本真実       | 鎌苅健太     |
| 金子瞬         | 鈴木勝吾     |
| 三木紀男       | 辻本祐樹     |
| 諸星丈         | 馬場良馬     |
| 桜井茂         | 蕨野友也     |
| 嘉門哲郎       | 草野康太     |
| 佐野ちひろ     | 相楽樹       |
| 新田英二       | 松田凌       |
| 田丸健         | 鈴木勤       |
| 美山カナタ     | 植田圭輔     |
| クリス         | ショーン愛蘭 |
| 高橋さき       | 田崎アヤカ   |
| バスケ部の先輩 | 辻伊吹       |

### スタッフ
- 監督：佐藤佐吉
- 脚本：片岡翔
- 製作：林裕之
- プロデューサー：梅橋美香
- 助監督：原桂之介
- 撮影：水野滋人
- 編集：相良直一郎
- 音楽：MOKU

### 主題歌
- ココア男。 『青春応歌』 (avex trax)

## Miss Boys! 友情のゆくえ編
『Miss Boys! 友情のゆくえ編』（ミス・ボーイズ ゆうじょうのゆくえへん）は、2012年1月23日に公開された映画作品。

### あらすじ
ライバル校との対抗戦「女装甲子園」から1年が過ぎ、女装応援団で鍛えられた真実はバスケットボール部のエースとして活躍していた。しかし金子はそんな真実と自分を比べて落ち込んでしまう。ある日、金子に芸能事務所の社長が、女装オーディションに出ないかと声を掛けてくる。

### キャスト
| 役名           | 俳優       |
| -------------- | ---------- |
| 坂本真実       | 鎌苅健太   |
| 金子瞬         | 鈴木勝吾   |
| 三木紀男       | 辻本祐樹   |
| 東修一         | 古川雄輝   |
| 諸星丈         | 馬場良馬   |
| 桜井茂         | 蕨野友也   |
| 嘉門哲郎       | 草野康太   |
| ロミオ         | 前田健     |
| 加賀美京子     | 黒沢あすか |
| きらら舞       | 谷内里早   |
| 佐野ちひろ     | 相楽樹     |
| 美山カナタ     | 植田圭輔   |
| 新田英二       | 松田凌     |
| バスケ部の先輩 | 辻伊吹     |

### スタッフ
- 監督：佐藤佐吉
- 脚本：片岡翔
- 製作：林裕之
- プロデューサー：梅橋美香
- 助監督：原桂之介
- 撮影：水野滋人
- 編集：相良直一郎
- 音楽：MOKU

### 主題歌
- ココア男。 『青春応歌』 (avex trax)

## DVD
- 「メイキング・オブ「Miss Boys!」われら星修学園応援団」[4]
発売：2011年12月2日
販売元：ジェネオン・ユニバーサル

- 「メイキング・オブ「Miss Boys!」真実＆瞬 青春Diary」[5]
発売：2011年12月2日
販売元：ジェネオン・ユニバーサル

- 「Miss Boys!仲良し度200%エディション」[6]
発売：2012年4月6日
※「Miss Boys! 決戦は甲子園!?編」＆「Miss Boys! 友情のゆくえ編」2作品同梱版
販売元：ジェネオン・ユニバーサル

- 「Miss Boys! 決戦は甲子園!?編」[7]
発売：2012年4月6日※セル＆レンタル同時リリース。
販売元：ジェネオン・ユニバーサル

- 「Miss Boys! 友情のゆくえ編」[8]
発売：2012年4月6日※セル＆レンタル同時リリース。
販売元：ジェネオン・ユニバーサル

- 「『青春応歌』×映画「Miss Boys!」スペシャルコラボPV」
シングルCD 「さよならじゃなくて… / 青春応歌」 ココア男。 ジャケットB封入。[9]
発売：2011年12月14日
販売元：avex trax

## コミック
- 「Miss Boys! 」[10]発売：2011年12月29日
出版社：エンターブレイン
連載：コミックビーズログ エアレイド
作画：切口からし
シナリオ：片岡 翔
企画：宇田川寧、佐藤佐吉